# Brobyviken
Brobyviken (finska: Siltakylänlahti) är en vik i Finland. Den ligger i Pyttis i landskapet Kymmenedalen, i den södra delen av landet, 100 km öster om huvudstaden Helsingfors.